# Фронт национальной конвергенции
Фронт национальной конвергенции (исп. Frente de Convergencia Nacional; FCN) — гватемальская правая политическая партия. Создана при активном участии отставных военных и ультраправых политиков — ветеранов гражданской войны. Считается политическим представительством ветеранской ассоциации Avemilgua. Стоит на позициях национализма, консерватизма и антикоммунизма. 25 октября 2015 года кандидат FCN Джимми Моралес победил во втором туре президентских выборов.

## Создание и программа
Инициативу создания новой правой партии проявили руководители Ассоциации военных ветеранов Гватемалы (Avemilgua). Отставные участники гражданской войны, военные и «патрулерос», были недовольны активизацией левых сил, особенно требованиями судебной ответственности за кровопролития прежних лет. Они посчитали нужным создать партию, которая станет политическим лобби Avemilgua. Процесс ускорился после 30 июня 2004 года, когда празднование Дня армии сопровождалось столкновениями военных с родственниками пропавших без вести.
Подготовка к учреждению партии велась несколько лет. Структура формировалась на базе прежних военно-служебных связей и отношений ветеранского товарищества. Проект активно поддержали гражданские ультраправые,в том числе журналист Лионель Сисниега Отеро, в прошлом видный деятель партии Движение национального освобождения, организатор «эскадронов смерти» Mano Blanca и основатель Партии антикоммунистического единства. Окончательное решение о создании партии было принято на совещании 4 декабря 2007. Официальная регистрация FCN состоялась 7 января 2008 года
Партийная идеология выдержана в духе социального консерватизма. Главными ценностями названы нация, религия, семья и свобода. В программе говорится о национальном примирении, уважении к правам человека и частной собственности, социальной справедливости и солидарности. К членам партии выдвигаются требования морального характера: честность, дисциплина, ответственность.

## Руководство
Первым генеральным секретарём партии был избран предприниматель и совладелец футбольного клуба Комуникасьонес Роберто Пирри Крус. Его заместителями стали видные деятели Avemilgua генералы Хосе Луис Кило Аюсо и Луис Фелипе Миранда Трехо. В 2011 году Пирри Круса сменил бизнесмен и адвокат Рикардо Сагастуме. Предполагалось выдвижение его кандидатуры в президенты, которое рассматривалось как 
«возрождение давнего союза офицеров контрповстанческой войны, промышленников и либертарианцев жёсткой линии». Однако Сагастуме отказался от участия в выборах, сославшись на нехватку финансовых средств. Впоследствии Сагастуме примкнул к партии Обновлённая демократическая свобода.
В 2012 году пост генерального секретаря занимал генерал Кило Аюсо. Его заместителями были генерал Мирандо Трехо и полковник Эдгар Хустино Овалье Мальдонадо. В этот период функция FCN как политического крыла Avemilgua демонстрировалась неприкрыто (Кило Аюсо известен как радикальный риосмонттист).

## Выдвижение Моралеса
В марте 2013 года на съезде FCN генеральным секретарём был избран популярный комический актёр и продюсер Джимми Моралес. Он был приглашён в партию видным деятелем Avemilgua, активным участником гражданской войны полковником Овалье Мальдонадо. Моралес и Овалье Мальдонадо вступили в политический тандем: первый выступает публичным лидером, второй руководит партийным аппаратом.
Съезд 2013 года постарался изменить имидж партии. В националистической, республиканской и антикоммунистической идеологии FCN расставлены новые акценты. Вместо прежних ассоциаций с риосмонттизмом, военными и ультраправыми упор сделан на респектабельный консерватизм. Моралес пропагандирует традиционные национальные ценности, подчёркивает приверженность конституционному правлению, отрицает влияние Avemilgua на партийную политику.

## Выборы 2015
6 сентября 2015 года в Гватемале состоялись всеобщие выборы. Джимми Моралес собрал почти 24 % голосов и вышел на первое место из четырнадцати кандидатов в президенты. Результаты FCN на парламентских выборов оказались более скромными: около 8,8 %, 11 мандатов из 158 (пятое место). Однако в прежнем составе фракция FCN отсутствовала, поэтому и здесь речь может идти об успехе. При этом депутатом парламента избран полковник Овалье Мальдонадо.
Во втором туре президентских выборов 25 октября 2015 года кандидат FCN Моралес одержал уверенную победу над представителем левоцентристской партии Национальный союз надежды Сандрой Торрес. За Моралеса проголосовали более 68 % избирателей (в то же время явка во втором туре — менее 50 % — оказалась гораздо ниже, чем в первом). Инаугурация президента Моралеса состоялась 14 января 2016 года.